# Őslények országa (film)
Az Őslények országa (eredeti cím: The Land Before Time) 1988-ban bemutatott amerikai rajzfilm, amely az Őslények országa című filmsorozat első része. Az animációs játékfilm rendezője Don Bluth, producerei Don Bluth, Gary Goldman és John Pomeroy. A  forgatókönyvet Stu Krieger írta, a zenéjét James Horner szerezte, a vezető producerei Steven Spielberg, George Lucas, Kathleen Kennedy és Frank Marshall. A mozifilm a Sullivan Bluth Studios az Amblin Entertainment produkciójával készítette és az Universal Pictures forgalmazta. Műfaja kalandos drámai fantasyfilm.
Amerikában 1988. november 18-án, Magyarországon 1989. november 18-án mutatták be a moziban, új magyar szinkronnal 2004. november 9-én adták ki DVD-n. A UIP-Dunafilm által készített szinkronnal 1992 februárján VHS-en is kiadták.
Az Universal Pictures és Spielberg Amblin Entertainment stúdiója által forgalmazott film Tappancs, a kis Apatosaurus és barátai megismerkedését és kalandjait meséli el. A film a kritikusok és a bevételi adatok alapján is sikeres lett és játékok, videojátékok és egyéb kereskedelmi termékek mellett újabb részeket hozott az Őslények országa sorozatban, illetve azonos címen televíziós rajzfilmsorozat is készült belőle.

## Cselekmény
|  | Alább a cselekmény részletei következnek! |

Családjának egyetlen utódaként megszületik Tappancs, a kis Apatosaurus. Megismerkedik Kistülökkel, a Triceratops kölyökkel. Játékuk közben a „késfogú”, egy T-Rex támad rájuk, és miközben menekülnek, földrengés zajlik környékükön. A késfogú halálosan megsebesíti Tappancs édesanyját, és a földrengés rengeteg dinoszaurusz életébe kerül, illetve a töredező sziklák elszakítják egymástól a családokat. Tappancs édesanyja szavaira visszaemlékezve egyedül indul, hogy megkeresse a többieket a Virágzó völgyben. Rátalál újabb társaira, Kacsacsőrre (Saurolophus), Tüskésre (Stegosaurus) és Röpcsire (Pteranodon), és Kistülök is csatlakozik hozzájuk nehéz útjuk során. Közös erővel sikerül a késfogút legyőzniük és rátalálnak a többi csordára a Virágzó völgyben.
|  | Itt a vége a cselekmény részletezésének! |

## Szereplők
| Szereplő           | Eredeti hang   | Magyar hang                             | Magyar hang                       | Fajta       |
| Szereplő           | Eredeti hang   | 1. magyar szinkron (UIP-Dunafilm, 1989) | 2. magyar szinkron (Active, 2004) | Fajta       |
| ------------------ | -------------- | --------------------------------------- | --------------------------------- | ----------- |
| Mesélő             | Pat Hingle     | Sinkovits Imre                          | Mihályi Győző                     | (ember)     |
| Tappancs           | Gabriel Damon  | Zsurzs Kati                             | Baradlay Viktor                   | Apatosaurus |
| Kistülök           | Candace Hutson | Kovács Nóra                             | Csifó Dorina                      | Triceratops |
| Kacsacsőr          | Judith Barsi   | Detre Annamária                         | Talmács Márta                     | Saurolophus |
| Tüskés             | Rob Paulsen    | Dudás Eszter                            | saját hangján                     | Stegosaurus |
| Röpcsi             | Will Ryan      | Rudolf Péter                            | Bolba Tamás                       | Pteranodon  |
| Tappancs édesanyja | Helen Shaver   | Jani Ildikó                             | Juhász Judit                      | Apatosaurus |
| Kistülök apja      | Burke Byrnes   | Makay Sándor                            | Ujlaki Dénes                      | Triceratops |
| Öreg kőtörő        | Pat Hingle     | Szabó Ottó                              | Salinger Gábor                    | Scolosaurus |

## Fogadtatás
A 12,5 millió dollárból készült rajzfilm 48 milliós nyitó bevételével sikeresnek bizonyult, mellyel túlszárnyalta az ugyanazon a napon mozikba került Olivér és társait. Világszerte több mint 84 millió bevétel hozott készítőinek. A Rotten Tomatoes oldalán a kritikusok 73, a közönség 69%-ra értékelte a filmet. A Motion Picture Guide 1989 Annual-ban megjelent ismertető szerint a film olyan, mint egy prehisztorikus Bambi és sokkal inkább klasszikus Disney-film stílusú, mint az Olivér és társai.

## Érdekességek
Az Apatosaurus és a Stegosaurus a Jura időszak végén éltek, vagyis nyolcvan- nyolcvanötmillió évvel a film cselekménye előtt
Kistülök inkább Centrosaurushoz, vagy Styracosaurushoz hasonlít (mert csak egy szarva van), de a film szerint Triceratops
Kistülök a második  rész magyar szinkrona szerint hím (Előd Álmos a magyar hangja), a harmadik rész szerint nőstény, de Előd Álmos a magyar hangja, a többi részben ugyanúgy nőstény és női szinkronhangot kapott, mint az első részben, és az eredeti angol nyelvű változatban
Tappancs és a családjának a tagjai a régebbi elképzelés szerint lettek megrajzolva, vagyis rövid, zömök fejjel. Viszont-a később előkerült, jobb állapotú leletek miatt- kiderült, hogy az Apatosaurusnak hosszú, keskeny feje volt. A második résztől kezdve ahogyan megrajzolták őket, úgy nem csak fejformára, hanem egy kicsit testformára is  hasonlítottak az Alamosaurushoz, amely ténylegesen a Kréta végén élt.

## Televíziós megjelenések
- 1. magyar szinkron: RTL Klub, TV2 (3. logó)
- 2. magyar szinkron: Minimax, Viasat 3, Paramount Channel, TV2 (4. logó), Mozi+, Moziverzum